# Jewett (Teksas)
Jewett je grad u američkoj saveznoj državi Teksas. Prema popisu stanovništva iz 2010. u njemu je živjelo 1.167 stanovnika.